# Cervone, Haivoron
Cervone (în ucraineană Червоне) este o comună în raionul Haivoron, regiunea Kirovohrad, Ucraina, formată numai din satul de reședință.

## Demografie
Componența lingvistică a comunei Cervone
     Ucraineană (97,15%)
     Rusă (1,46%)
     Română (1,38%)
Conform recensământului din 2001, majoritatea populației comunei Cervone era vorbitoare de ucraineană (97,15%), existând în minoritate și vorbitori de rusă (1,46%) și română (1,38%).